# 마시기

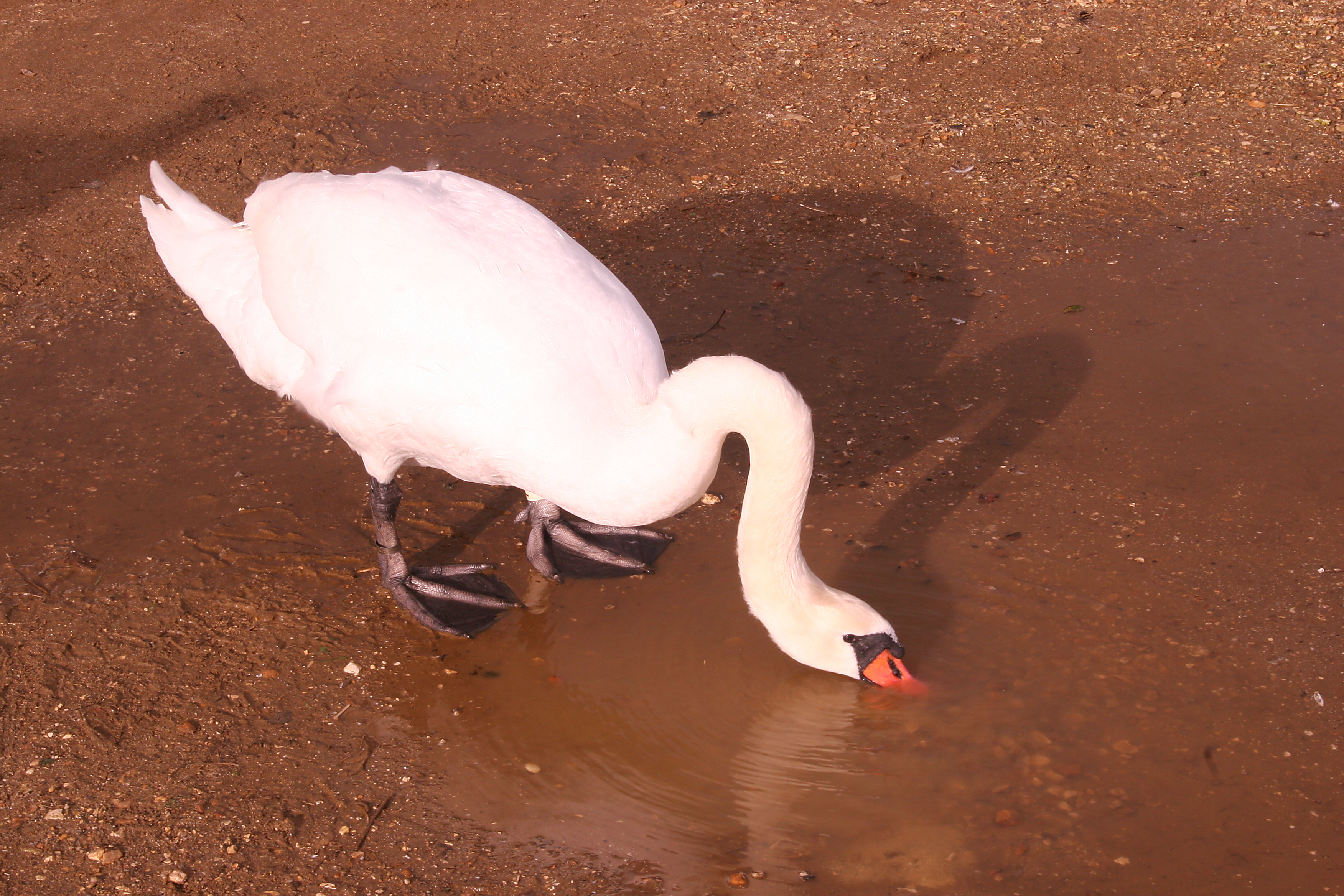
물을 마시는 고니

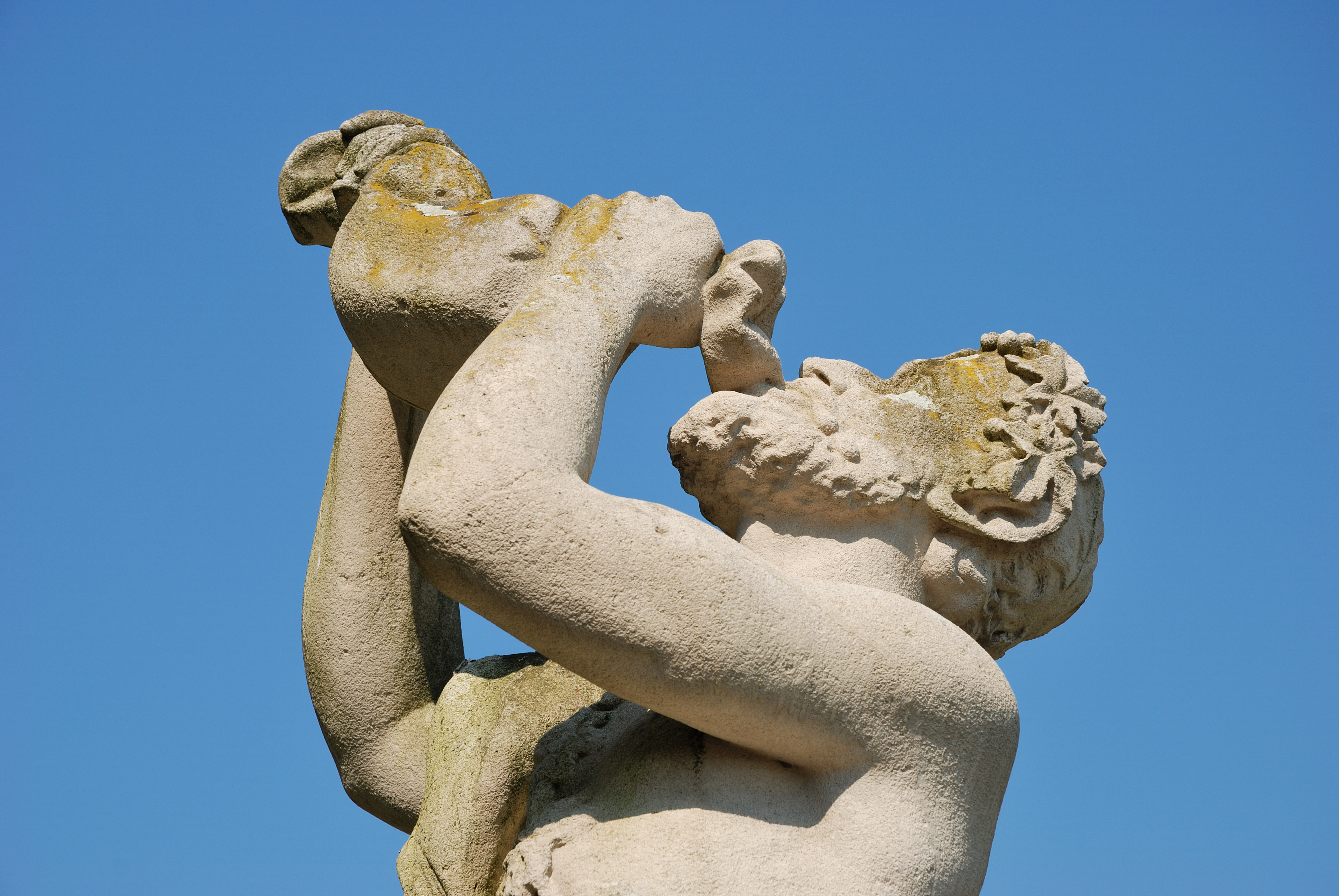
전통적인 물통으로 마시는 조각상

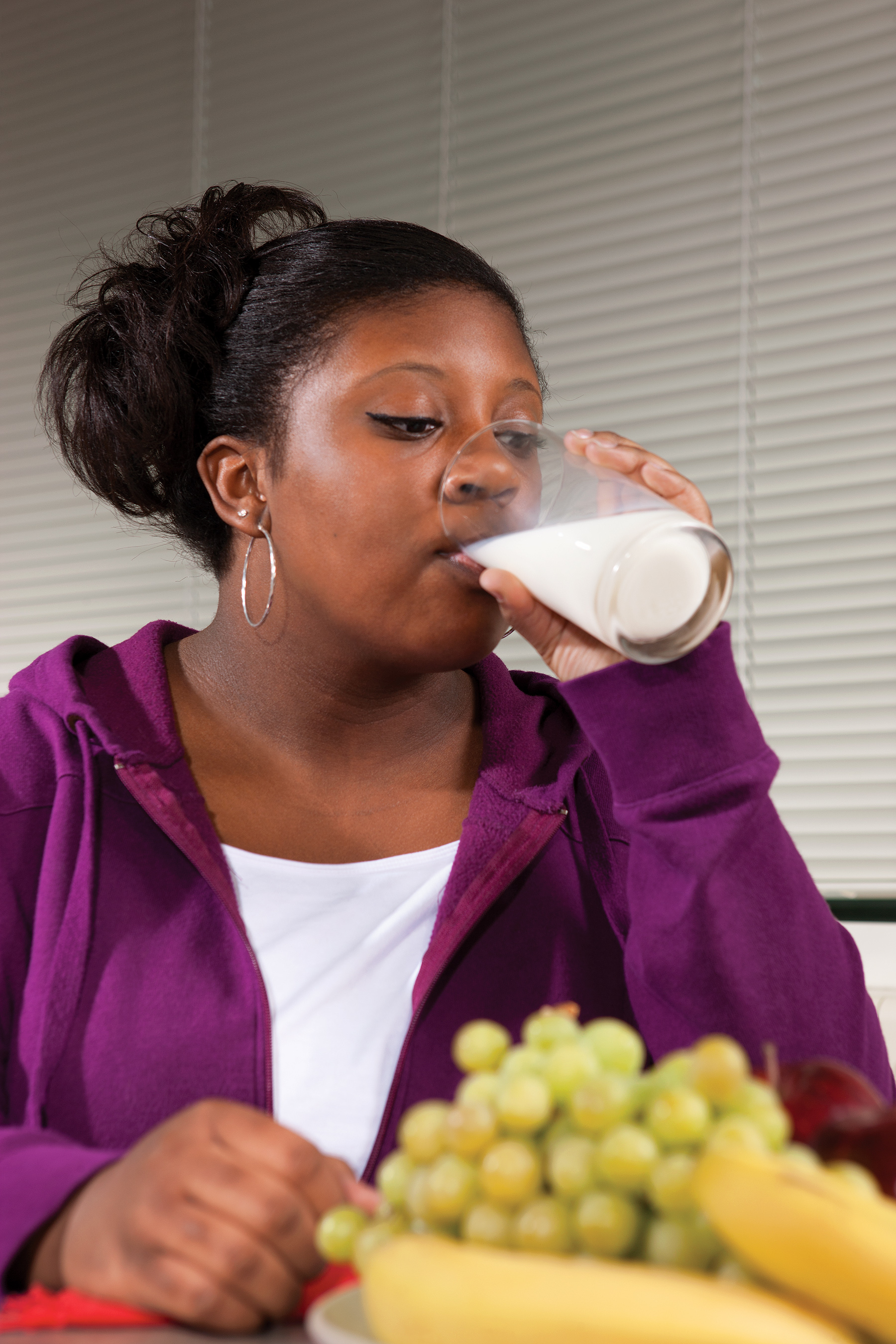
우유 한 잔을 마시는 사람

마시기(영어: drinking)는 물이나 다른 액체를 입, 주둥이, 또는 다른 곳을 통해 몸 안으로 섭취하는 행위이다. 인간은 삼키기를 통해 마시며, 식도의 꿈틀운동으로 완료된다. 다른 동물들의 마시는 생리학적 과정은 매우 다양하다. 영문 drinking의 뜻으로는 술을 섭취하는 것을 일컫기도 하며, 이것은 구문에서 용어가 어떻게 쓰이느냐에 따라 뜻을 파악할 수 있다.
대부분의 동물은 물을 마셔 몸의 수분을 유지하지만, 많은 동물은 음식에서 얻는 물로 생존할 수 있다. 물은 많은 생리학적 과정에 필요하다. 물 섭취량이 부족하거나 (드물지만) 과도하면 건강 문제와 관련이 있다.

## 마시는 방법

### 인간의 경우
액체가 인간의 입으로 들어오면, 삼키기 과정은 꿈틀운동에 의해 완료되며, 이는 액체를 식도를 통해 위로 전달한다. 이 활동의 대부분은 중력의 도움을 받는다. 액체는 손에서 따르거나 잔을 용기로 사용할 수 있다. 마시는 것은 홀짝이거나 빨아 마실 수도 있는데, 일반적으로 뜨거운 액체를 마시거나 숟가락으로 마실 때이다. 유아는 모유 수유와 같이 입술을 수원에 단단히 눌러 흡입하는 방법을 사용한다. 이 방법은 호흡과 혀 움직임의 조합으로 액체를 끌어들이는 진공을 생성한다.

### 다른 육상 포유류의 경우

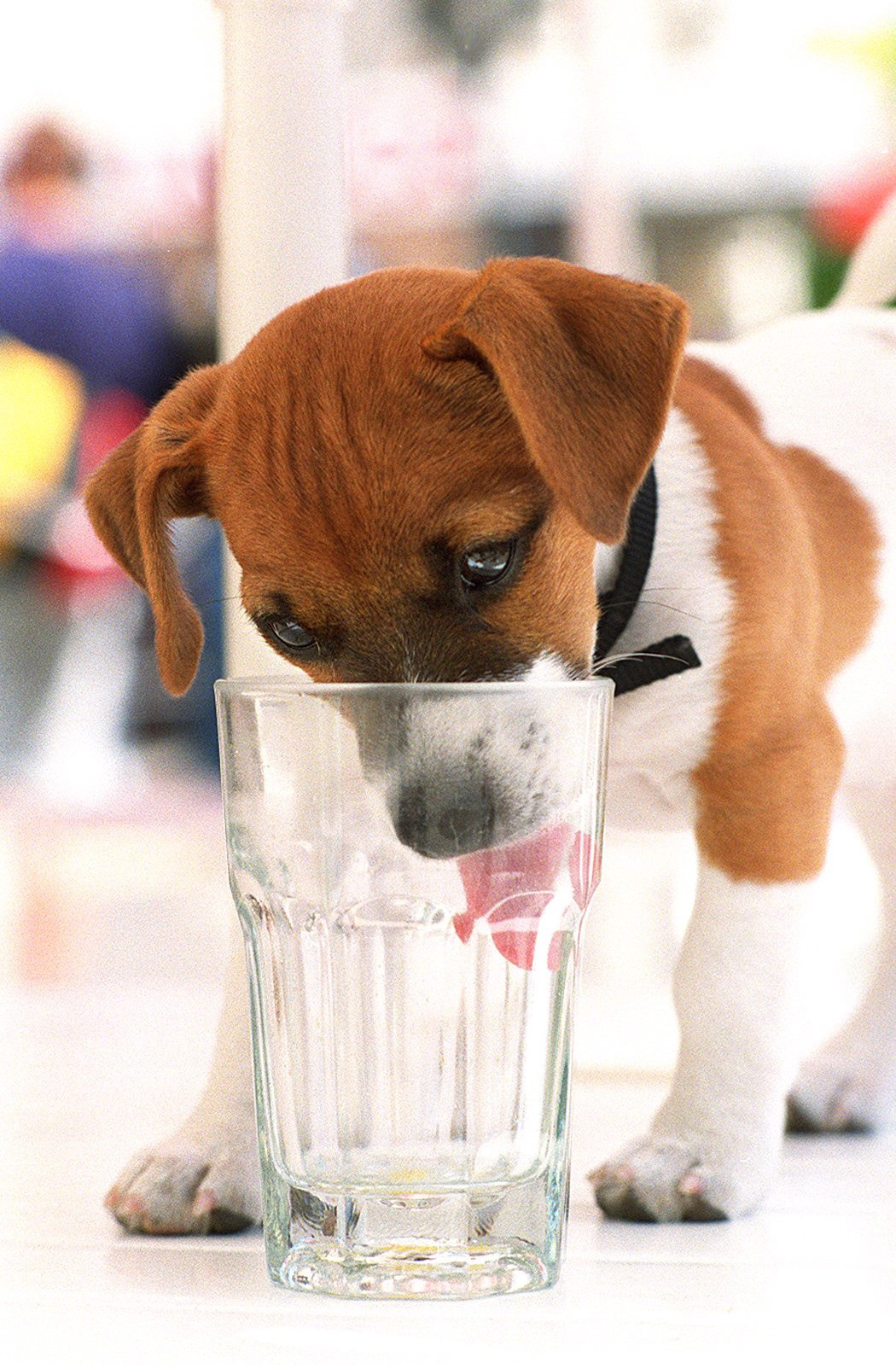
잭 러셀 테리어가 혀로 물을 핥고 있다.

필요에 따라, 사육된 육상 동물은 물을 마시는 데 익숙해지지만, 대부분의 자유롭게 돌아다니는 동물은 신선한 음식의 액체와 수분을 통해 수분을 유지하며, 유체 함량이 높은 음식을 적극적으로 찾는 방법을 배운다. 조건이 그들을 물웅덩이에서 마시게 할 때, 종마다 방법과 움직임이 크게 다르다.
고양이, 개과, 그리고 반추동물은 모두 목을 낮추고 강력한 혀로 물을 핥아 마신다. 고양이와 개과는 혀를 숟가락 모양으로 만들어 물을 핥아 마신다. 개과는 혀를 국자 모양으로 만들어 물을 입으로 퍼 올린다. 그러나 고양이의 경우, 혀의 끝 부분(매끄러운 부분)만 물에 닿고, 고양이는 혀를 빠르게 입 안으로 다시 당기고 입을 곧 닫는다. 이로 인해 액체 기둥이 고양이의 입 안으로 끌려들어가고, 입이 닫히면서 고정된다. 반추동물과 대부분의 다른 초식동물은 혀를 똑바로 세운 채 담그는 동작으로 물을 빨아들이기 위해 입의 끝 부분을 부분적으로 물에 담근다. 고양이는 더 큰 천적 위험에 직면한 반추동물보다 훨씬 느린 속도로 물을 마신다.
많은 사막 동물은 물이 있어도 마시지 않고 다육 식물을 먹는 것에 의존한다. 춥고 얼어붙은 환경에서 토끼, 청설모, 큰뿔양과 같은 일부 동물은 눈과 고드름을 섭취한다. 사바나에서 기린의 마시는 방법은 중력을 거스르는 것처럼 보여 추측의 대상이 되어왔다. 가장 최근의 이론은 동물의 긴 목이 플런저 펌프처럼 기능한다고 본다. 독특하게, 코끼리는 물을 코에 담아 입으로 뿜어 마신다.

### 조류의 경우
대부분의 새는 부리 구강 부위에 물을 퍼 넣거나 빨아들인 다음, 머리를 뒤로 젖혀 물을 마신다. 예외는 일반적인 바위비둘기인데, 이들은 흡입을 통해 직접 물을 빨아들일 수 있다.

### 곤충의 경우

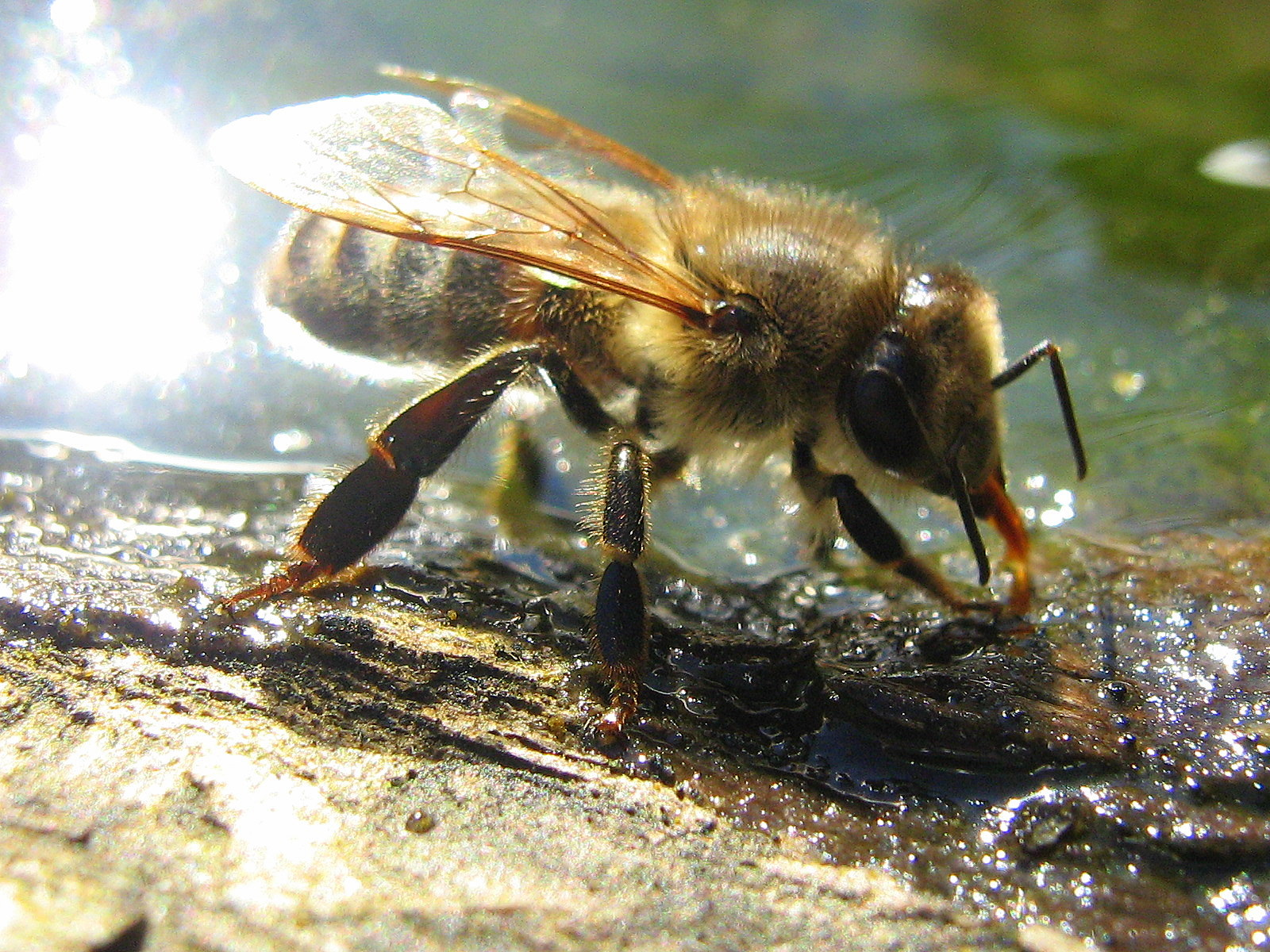
많은 곤충 종에서 음수를 관찰할 수 있다.

대부분의 곤충은 음식에서 충분한 물을 얻는다. 하지만 습한 음식이 부족하여 탈수 상태가 되면 많은 종이 고인 물을 마실 것이다. 또한 모든 육상 곤충은 큐티클을 통해 공기 중의 습도를 일정량 지속적으로 흡수한다. 오니마크리스 운기쿨라리스와 같은 일부 사막 곤충은 밤 안개로부터 상당한 양을 마시도록 진화했다.

### 해양 생물의 경우
양서류와 민물에 사는 수생동물은 물을 마실 필요가 없다. 이들은 삼투 작용으로 피부를 통해 꾸준히 물을 흡수한다. 하지만 바닷물고기는 헤엄치면서 입으로 물을 마시고, 아가미를 통해 과도한 소금을 배출한다. 바닷물고기는 많은 물을 마시고 소량의 농축된 소변을 배출한다.

## 수분 공급 및 탈수
거의 모든 다른 생명체와 마찬가지로 인간은 체수분을 위해 물을 필요로 한다. 수분 부족은 목마름을 유발하는데, 이는 몸의 전해질 수치와 혈액량의 미묘한 변화에 반응하여 시상하부가 조절하는 마시고자 하는 욕구이다. 총 체수분 감소를 탈수라고 하며, 결국 고나트륨혈증으로 사망에 이르게 된다. 탈수 관리에 사용되는 방법으로는 보조 음수 또는 경구수액이 있다.
과도한 물 섭취는 수분 중독으로 이어질 수 있으며, 이는 체내 염분 농도를 위험할 정도로 희석시킬 수 있다. 과수분증은 때때로 운동선수와 야외 노동자에게 발생하지만, 질병이나 시상하부 손상의 징후일 수도 있다. 비정상적으로 많은 양의 물을 마시고자 하는 지속적인 욕구는 다음증이라는 심리적 상태이다. 이는 종종 다뇨증을 동반하며 그 자체로 당뇨병 또는 요붕증의 증상일 수 있다.

### 인간의 수분 요구량

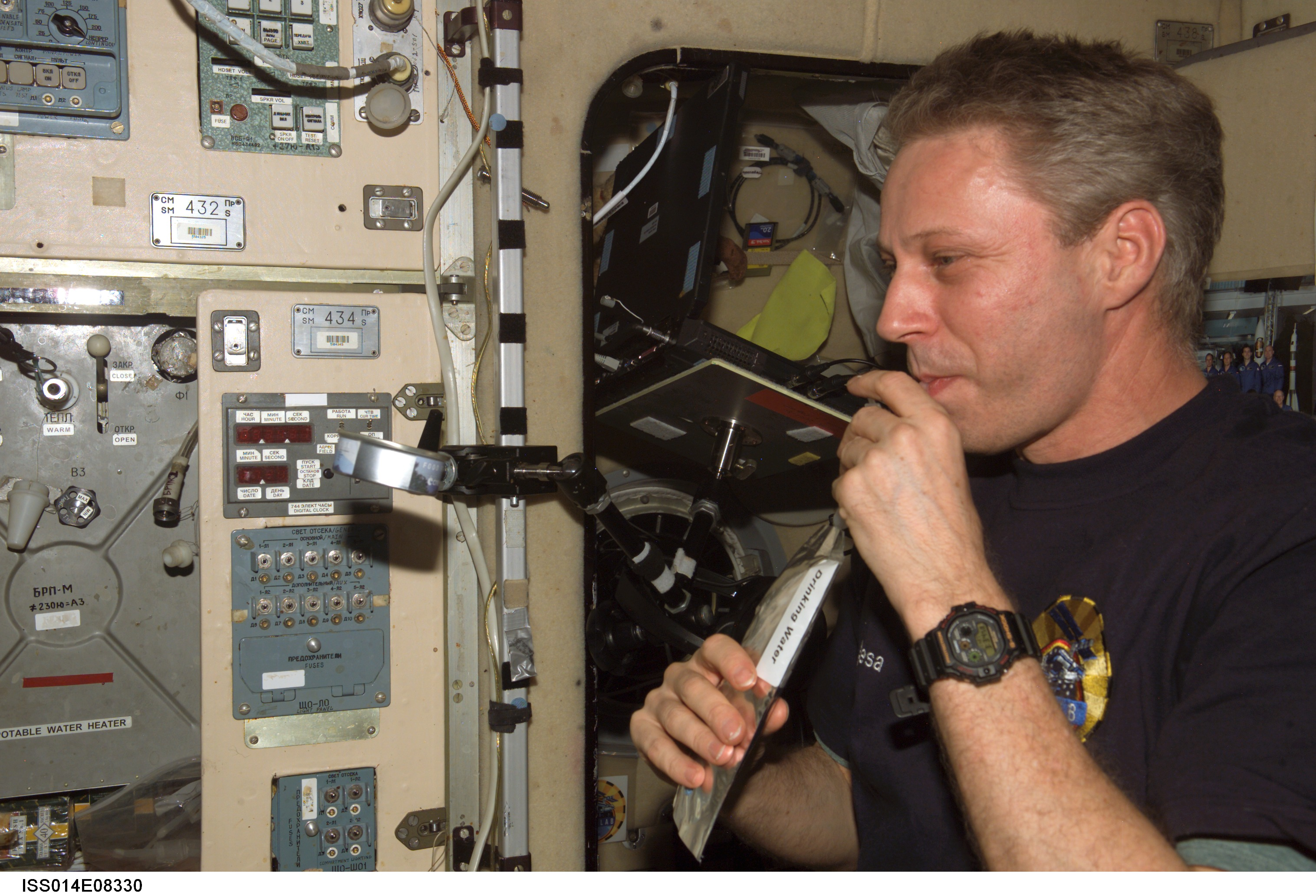
국제우주정거장에서 물을 마시는 원정 14호의 우주비행사 토마스 라이터

인체의 정상적인 생리 기능에는 매일 물 섭취가 필요하다. 미국 농무부는 총 물의 일일 섭취량을 권장한다. 이는 반드시 마시는 것이 아니라 다른 음료 및 음식에 포함된 물의 섭취를 통한 것이다. 권장 섭취량은 성인 남성의 경우 하루 3.7리터(약 1갤런), 성인 여성의 경우 2.7리터(약 0.75갤런)이다.
그러나 다른 출처에서는 다른 수분 공급원과는 별개로 신선한 식수를 많이 섭취하는 것이 건강에 필요하다고 주장한다. 많은 영양학자는 하루 8회, 각 8액량 온스(1.8리터 또는 0.5갤런)를 권장하지만, 이 권장 사항을 뒷받침하는 과학적 증거는 없다.
근거 기반 수분 전문가들은 필요한 식수량은 주변 온도, 활동 수준, 신체 크기, 땀 배출량에 따라 달라진다고 말한다. 연구에 따르면 갈증이 날 때 마시는 것은 필요한 수분 수준의 약 2% 이내로 수분을 유지시켜 준다. 갈증을 넘어서 마시는 것은 집중력이 필요한 작업을 수행해야 하는 사람, 신장병, 신장 결석, 요로감염증, 그리고 갈증 감각이 약한 사람(고령자가 포함될 수 있음)에게 유익할 수 있다.

## 술
역사상 대부분의 문화권은 식사, 축하, 의식, 건배, 기타 행사에 다양한 "강한 술"을 포함시켰다. 인간 문화에서 발효주의 증거는 신석기 시대까지 거슬러 올라가며, 최초의 그림 증거는 기원전 4000년경 이집트에서 발견될 수 있다.
음주는 전 세계적으로 다양한 잘 정립된 음주 문화로 발전했다. 인기가 많음에도 불구하고 음주는 상당한 건강 위험을 초래한다. 알코올 남용과 알코올 의존증은 전 세계 선진국에서 흔한 질병이다. 높은 음주량은 또한 간경화증, 위염, 통풍, 췌장염, 고혈압, 다양한 형태의 암, 그리고 수많은 다른 질병으로 이어질 수 있다.

## 다른 의미
보통은 "물이나 술 따위 액체를 목구멍으로 넘기는" 것을 뜻하지만, 공기 등의 기체를 빨아들일 때에도 이 표현을 사용한다. 이를테면, "신선한 공기를 마셔라."라고 할 수 있다.

## 같이 보기
- 섭식
- 수분 (동음이의)

### 참고 문헌
- Broom, Donald M. (1981). 《Biology of Behaviour: Mechanisms, Functions and Applications》. Cambridge: Cambridge University Press. ISBN 0-521-29906-3. 2013년 8월 31일에 확인함.
- Curtis, Helena; Barnes, N. Sue (1994). 《Invitation to Biology》. Macmillan. ISBN 0879016795. 2013년 8월 31일에 확인함.
- Fiebach, Nicholas H., 편집. (2007). 《Principles of Ambulatory Medicine》. Lippincott Williams & Wilkins. ISBN 978-0-7817-6227-4. 2013년 8월 31일에 확인함.
- Flint, Austin (1875). 《The Physiology of Man》. New York: D. Appleton and Co. OCLC 5357686. 2013년 8월 31일에 확인함.
- Gately, Iain (2008). 《Drink: A Cultural History of Alcohol》. New York: Penguin. 1–14쪽. ISBN 978-1-59240-464-3. 2013년 8월 31일에 확인함.
- Mayer, William (2012). 《Physiological Mammalogy》 II. Elsevier. ISBN 9780323155250. 2013년 8월 31일에 확인함.
- Provan, Drew (2010). 《Oxford Handbook of Clinical and Laboratory Investigation》. Oxford: Oxford University Press. ISBN 978-0-19-923371-7. 2013년 8월 31일에 확인함.
- Smith, Robert Meade (1890). 《The Physiology of the Domestic Animals》. Philadelphia, London: F.A. Davis. 2013년 8월 31일에 확인함.